# Siddebuursterveen
Siddebuursterveen of 't Veen is een buurtschap in de gemeente Midden-Groningen. De buurt ligt iets ten zuiden van Siddeburen. Het oostelijke deel werd vroeger Veendijk genoemd en is na 1920 grotendeels verdwenen. De bebouwing van het Siddebuursterveen heeft zich daarentegen rond 1900 verder uitgebreid. 
Beide buurtjes lagen oorspronkelijk meters hoger dan tegenwoordig, boven op het hoogveen. Nu is dit veen door ontwatering, inklinking en erosie verdwenen en behoort het gebied tot de laagste delen van de provincie Groningen, plaatselijk meer dan 2,50 m onder de zeespiegel.  

## Veendijk
De huizen langs de Veendijk – ten westen van de Eideweg – vormden een restant van het middeleeuwse kerkdorp Oostwold, dat aan de Nieuweweg heeft gelegen. Ten westen van de Eideweg ontstond na 1500 de buurschap 't Veen, dat onder Siddeburen viel. Kaarten uit de 17e eeuw vermelden deze nederzetting als Veenhuisen. Beide buurten lagen aan de Veendijk. De grens tussen beide buurten lag vroeger bij de Kaaijensloot (iets ten oosten van de Eideweg), die de grens vormde tussen afwatering van het  Oostwoldzijlvest en het Woldzijlvest. 
Tussen de rivier de Sijpe en de zandrug waarop de kerkdorpen Siddeburen, Hellum, Schildwolde en Slochteren lag tot het einde van de middeleeuwen een zone met hoogveen, waarop de eerste bewoners van de Veendijk en het Siddebuursterveen zich vestigden. Ook op andere plekken, zoals Froombosch, was er bewoning langs deze dijk te vinden.
De Veendijk zelf was een lage kade (ca. 1 m hoog), die omstreeks 1466 is aangelegd om het achterliggende gebied te beschermen tegen het water dat vanuit de venen rond Sappemeer via het dal van de Sijpe naar zee stroomde. Hij sloot aan bij de Zomerdijk bij Wagenborgen en liep vanaf Siddeburen verder langs Hellum, Schildwolde en Slochteren tot aan Froombosch. Hier sloot hij aan bij de Lodijk. De aanleg gebeurde in opdracht van het Generale Zijlvest der Drie Delfzijlen. Met het onderhoud was vooral Appingedam belast.  
Later moest het dijkje ook het zeewater van de Dollard keren. De Dollardoverstromingen hebben het gebied achter de Veendijk echter nooit bereikt, omdat hier in de 16e eeuw nog een hoogveenpakket aanwezig was; de kleiafzettingen bleven beperkt tot het dal van de rivier. Nog tijdens de Allerheiligenvloed van 1570 werd in Siddeburen een compleet huis met zijn venige ondergrond door het water weggevoerd; de provinciekaart van Nicolaes Visscher en Ludolf van Starkenborgh van omstreeks 1680 tekent bij het Siddebuursterveen nog steeds een hoogveenpakket. 
Het gebied ten zuidenoosten van de Veendijk (bij Eelshuis) stond bekend als Rotmer, het was mogelijk het restant van een verdwenen kerspel Rommelskerken. Volgens een sage was bij twee doorbraakkolken aan de Veendijk klokgelui te horen, veroorzaakt door gestolen kerkklokken die de duivel daarin zou hebben gegooid. Ook bij Wagenborgen en Eelshuis waren enkele kolken bij de dijk te vinden. In het kader van de ruilverkaveling werd hier de Rotmerweg aangelegd, die Oostwold met Noordbroek verbindt.
De afgelegen buurtschap Veendijk heeft zich, ondanks toenemende wateroverlast, nog lang kunnen handhaven. Hij telde rond 1900 13 huizen met 77 inwoners. Maar kort voor de Tweede Wereldoorlog is het streekje volledig van de kaart verdwenen. Slechts één boerenerf en een particuliere woning bleven over. De school op de Veendijk (halverwege het huidige Veendijk en Eelshuis) sloot omstreeks 1870 haar deuren. 

## Siddebuursterveen
Daarentegen groeide de nederzetting 't Veen ten westen van de Eideweg. Dan kon vooral omdat het gebied beter ontwaterd werd. Rond 1900 werden hier tientallen armoedige landarbeiderswoningen en kleine boerderijtjes gebouwd langs laantjes die vanaf de dorpskern zuidwaarts liepen. Het Siddebuursterveen (officieel 't Veen genoemd) telde rond 1900 maar liefst 72 woningen en 332 inwoners, in 1930 hadden beide buurten samen 75 woningen en 281 inwoners. Een deel van deze woningen is later weer gesloopt, waarna de bebouwing zich concentreerde langs de Eideweg, de Veenweg en het restant van de Veendijk. Aan de Eideweg is nog altijd het voormalige dorpscafé 'Veenlust' te vinden, een oude pleisterplaats aan de Eideweg tussen Noordbroek en Siddeburen.
Het gebied is enigszins bebost. Er is bovendien een groter bosperceel aangelegd. 
Op de lage zandkoppen van het Siddebuursterveen zijn archeologische sporen van de Trechterbekercultuur gevonden.

## Veentjerpolder en Gemaal 't Veen
Om het laag gelegen gebied beter te kunnen ontwateren werd in 1818 de poldermolen van de Veensterpolder gebouwd. Deze polder ging in 1832 op in de grotere Siddebuursterpolder. Het onderhoud van de waterkeringen en het bemalingsregime leidden echter geregeld tot conflicten met de eigenaren van hoger gelegen gronden. Het waterschap werd daarom in 1879 gesplitst, waarna de Zuidelijke Siddebuursterpolder verantwoordelijk werd voor de ontwatering van het veengebied. Deze polder ging in vervolgens in 1923 op in de Veentjerpolder, die tot 1969 heeft bestaan. In het kader van de ruilverkaveling is ook de afwatering van het gebied gereorganiseerd. De waterafvoer wordt sinds 1985 geregeld door het gemaal 't Veen, dat het water van Hellum en Schildwolde via het vernieuwde Munnikemaar afvoert.

## Eideweg
Door het Siddebuursterveen liep vanouds de Eideweg (Gronings: Aaideweg, vroeger ook Eilingsweg, 1603 Aijlewech), die de dorpen Siddeburen en Noordbroek met elkaar verbond. De weg was tot 1874 onverhard. Kornelis ter Laan schrijft hierover:
Het volk verklaart de naam: elk voorjaar werd die veen- en kleiweg weer effen gemaakt met een aaide (egge); vandaar Aaideweg. Doch aaide is een oud woord = veen. Er is ook een Aaideweg ten O. van 't Meerland onder Finsterwolde.